# Liste von Intoxikationen und Antidota
Liste von Intoxikationen (Vergiftungen) und Antidota (Gegenmitteln)

## Substanzen allgemein
| Intoxikation                              | Antidot                                                 |
| ----------------------------------------- | ------------------------------------------------------- |
| Alkylphosphate                            | Atropin (dl-Hyoscyamin), Obidoxim                       |
| Aluminium                                 | De(s)feroxamin                                          |
| Ameisensäure                              | Folsäure                                                |
| Amphetamine                               | Chlorpromazin, Haloperidol, Phentolamin, Dantrolen      |
| Antihistaminika                           | Physostigminsalicylat                                   |
| Arsen                                     | DMPS                                                    |
| Barbiturate                               | Picrotoxin                                              |
| Benzodiazepine                            | Flumazenil                                              |
| Betablocker                               | Katecholamine, Atropin, Orciprenalin, Glucagon          |
| Blausäure                                 | 4-DMAP + Natriumthiosulfat                              |
| Blei                                      | D-Penicillamin, Calcium-Dinatrium-EDTA (E385)           |
| Brandgase, Lungenreizstoffe (beachte CO!) | Dexamethason-Spray                                      |
| Chlorkohlenwasserstoffe                   | Colestyramin                                            |
| Cumarine (auch oft in Rattengiften)       | Vitamin K                                               |
| Cyanid                                    | 4-DMAP, Natriumthiosulfat, Amylnitrit, Hydroxocobalamin |
| Digitalis, Digoxin, Digitoxin             | Digitalis-Antidot, Phenytoin                            |
| Ethanol                                   | Fructose                                                |
| E 605                                     | Atropin, Obidoxim                                       |
| Eisen                                     | Deferoxamin                                             |
| Fentanyl                                  | Naloxon                                                 |
| Fluoride                                  | Calciumgluconat                                         |
| Flusssäure                                | Calciumgluconat                                         |
| Ethylenglycol                             | Ethanol, Fomepizol                                      |
| Gerinnungshemmer                          | Vitamin K                                               |
| Gold                                      | DMPS                                                    |
| Heparin                                   | Protamin                                                |
| Insulin                                   | Glucose                                                 |
| Iod                                       | Natriumthiosulfat                                       |
| Kokain                                    | Lorazepam                                               |
| Kupfer                                    | D-Penicillamin                                          |
| Lithium                                   | Natrium-Polystyrolsulfonat                              |
| Methanol                                  | Fomepizol, Ethanol                                      |
| Methämoglobin-Bildner                     | Toluidinblau, Thionin, Methylenblau                     |
| Muscarin                                  | Atropin                                                 |
| Neuroleptika (Extrapyramidales Syndrom)   | Biperiden                                               |
| Nicotin                                   | Natriumsulfit, Aktivkohle, Atropin                      |
| Opioide                                   | Naloxon, Naltrexon                                      |
| Organophosphate                           | Atropin, Obidoxim                                       |
| Oxalsäure                                 | Calcium als Calciumgluconat                             |
| Paracetamol                               | N-Acetylcystein (NAC), Methionin                        |
| Physostigmin                              | Atropin                                                 |
| Quecksilber                               | Dimercaprol, D-Penicillamin                             |
| Sarin                                     | Atropin                                                 |
| Schwermetalle                             | Diethylentriaminpentaessigsäure                         |
| Schwefelwasserstoff                       | Cobinamid                                               |
| Thallium                                  | Berliner Blau                                           |
| Theophyllin                               | Verapamil                                               |
| Transurane                                | Calciumtrinatriumpentetat                               |
| Trizyklische Antidepressiva               | Physostigmin, Natriumhydrogencarbonat                   |
| Valproinsäure                             | Levocarnitin                                            |
| VX                                        | Atropin                                                 |
| …                                         | ...                                                     |

## Pflanzen
| Intoxikation                                                    | Antidot                      |
| --------------------------------------------------------------- | ---------------------------- |
| Aronstab, gefleckter (Oxalsäure)                                | Kortison (lokal)             |
| Bittermandeln sowie andere Kerne der Gattung Prunus (Amygdalin) | 4-DMAP, Natriumthiosulfat    |
| Fingerhut (Digoxin, Digitoxin)                                  | Digitalis-Antidot, Phenytoin |
| Schlafmohn (Morphin u. a.)                                      | Naloxon                      |
| Tabak (Nicotin)                                                 | Natriumsulfit, Aktivkohle    |
| Tollkirsche (Atropin)                                           | Physostigmin-Salicylat       |

## Pilze
| Intoxikation                                     | Antidot                    |
| ------------------------------------------------ | -------------------------- |
| Fliegenpilz, Pantherpilz (Ibotensäure, Muscimol) | Physostigmin (Anticholium) |
| Frühjahrslorchel (Gyromitrin)                    | Pyridoxin                  |
| Parfümierter Trichterling (Acromelsäure)         | Nicotinsäure               |
| Trichterlinge, Risspilze (Muskarin-Syndrom)      | Atropin                    |
| Kahler Krempling (Acetylcholin, Muskarin)        | Physostigmin               |
| Knollenblätterpilz (Amatoxine)                   | Silibinin, Penicillin G    |

## Tiere
| Intoxikation                                     | Antidot       |
| ------------------------------------------------ | ------------- |
| Schrecklicher Pfeilgiftfrosch (Batrachotoxin)    | Tetrodotoxin  |
| Kugelfisch, Blaugeringelte Kraken (Tetrodotoxin) | Batrachotoxin |
| Seewespe (CfTX-1, CfTX-2)                        | Zinkgluconat  |